# سیامک اسدیان
سیامک اسدیان زاده ۱۳۳۴ –درگذشته ۱۳۶۰) فرمانده نظامی و از اعضای کمیتهٔ مرکزی سازمان چریک‌های فدایی خلق ایران، یکی از همراهان هوشنگ اعظمی لرستانی و از ایل بیرانوند بوده است.

## زندگی
سیامک اسدیان در سال ۱۳۳۴ در شهرستان خرم‌آباد، بخش بیرانوند (چغلوندی سابق)، روستای گرزکل متولد شد. تحصیلات ابتدایی را در روستا و تحصیلات دبیرستان را در شهر خرم‌آباد طی کرد. در سن ۱۷ سالگی به مارکسیسم گروید. در سال ۱۳۵۳ برای آغاز مبارزهٔ مسلحانه به همراه افراد دیگر گروه عازم کوه‌های لرستان شد. بعد از مدتی به سازمان چریک‌های فدایی خلق ایران ملحق شد. او مدت‌ها تحت مسئولیت حمید اشرف فعالیت کرد. سیامک اسدیان در عملیات نظامی متعددی در نقاط گوناگون شرکت کرد و فرماندهی برخی از آن‌ها را بر عهده گرفت. حمله به قرارگاه شمارهٔ ۲ پلیس تهران، حمله به کلانتری تبریز، انهدام پاسگاه لاهیجان، حمله به پاسگاه رودسر گیلان، شرکت در عملیات ترور عباس شهریاری، ترور سرهنگ زمانی‌پور در مشهد در سال ۱۳۵۷ و فرماندهی عملیات دارساوین علیه جمهوری اسلامی ایران در کردستان از جمله این عملیات‌ها بودند.

### مرگ
۱۳ مهر ۱۳۵۹ سیامک اسدیان در نزدیکی آمل در درگیری با نیروهای سپاه کشته شد.